# 黄祐呂

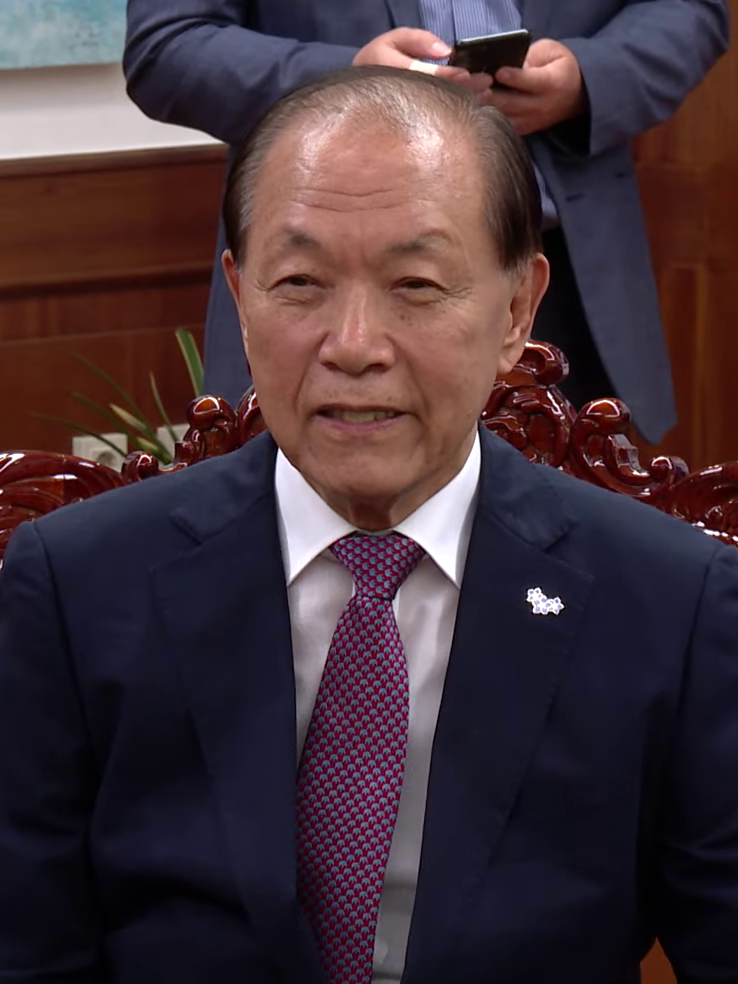
黄祐呂（2024年）

黄 祐呂（ファン・ウヨ、황우여、1947年8月3日 - ）は、韓国における法曹人出身の政治家である。第15代総選挙で政界入り。5選国会議員（15・16・17・18・19代）。朴槿恵大統領の側近として、2012年5月から2014年5月まで与党セヌリ党の代表最高委員（党首）を務めた。韓日議員連盟の会長・副会長を務めるなど、日本の政界関係者との関係も深い。任期満了でセヌリ党代表を退いた後の2014年7月、社会副首相（内閣改造で新設されたポスト）を兼任する教育部長官に指名された（8月8日に任命）。2024年4月29日、国民の力非常対策委員長に指名された。

## 来歴
1947年8月3日：京畿道江華島（現・仁川市）生まれ。本貫は昌原黄氏。キリスト教徒。
学歴
- 1965年：済物浦高等学校卒業
- 1969年：ソウル大学校法科大学卒業
- 1970年：ソウル大学校大学院法学科卒業
- ドイツフィリップ大学マールブルク憲法学修学
- 1982年：ソウル大法学博士
- 米国ハーバード・ロー・スクール交換学者
- ソウル大学校行政大学院国家政策課程修了
- ソウル大学校経営大学院最高政策課程修了
- ソウル大学校保健大学院最高政策課程研修
- 延世大学校保健大学院最高政策課程修了
- 仁川大学校行政大学院最高政策課程修了
- 仁荷大学校経営大学院卒業
- 高麗大学校コンピュータ科学技術大学院卒業
- 高麗大学校教育大学院卒業[1]

経歴
- 1970年～1973年：海軍法務官大尉
- 1974年～1985年：ソウル地方法院・高等法院判事
- 1986年～1989年：春川、済州地方法院主席部長判事
- 1990年～1992年：憲法裁判所憲法研究部長、仁川地方法院部長判事
- 1993年～1996年：
  - 監査院監査委員
  - 監査院不正防止対策委員
- 1996年：李会昌候補選挙対策委議長秘書室長
- 1996年～2000年：第15代国会議員（新韓国党→ハンナラ党）
  - 保健福祉委員会委員
  - 予算決算委員会委員
  - 教育委員会委員
  - 法制司法委員会委員
  - 運営委員会委員
  - 倫理特別委員会委員
- 2000年：大法官憲法裁判所裁判官、人事聴聞会委員
- 2000年～2004年：第16代国会議員（ハンナラ党）
  - ハンナラ党政策副議長
  - 教育委員会委員
  - ハンナラ党法律支援団長
  - 人権委員会副委員長
- 2000年～現在：国会人権フォーラム代表
- 2003年～現在：
  - 北韓移住民人権のための国際議員連盟常任共同議長
  - 韓国キリスト教政治研究所理事長
  - 南北朝饗祈祷会共同代表
- 2004年～2008年：第17代国会議員（ハンナラ党）
  - 行政自治委員会委員
  - 政務委員会委員
  - 国際競技大会支援特別委員
- 2004年～2006年：国会教育委員会委員長
- 2006年2月～9月：ハンナラ党仁川広域市党委員長
- 2006年～2007年：ハンナラ党事務総長
- 2008年～2012年：第18代国会議員（ハンナラ党→セヌリ党）
  - 国会教育科学技術委員会委員、情報委員会委員
  - 韓国児童・人口・環境連盟会長
  - アジア・太平洋環境開発議員会議会長
  - 国会国際競技大会開催及び誘致支援特別委員会委員長
  - 国会朝餐祈祷会会長
- 2008年～：韓国青少年連盟総裁
- 2009年～2010年：ハンナラ党党憲党規改正特別委員会委員長
- 2010年～2011年：ハンナラ党仁川広域市党委員長
- 2011年5月～2012年：ハンナラ党院内代表
- 2012年5月～2016年5月：第19代国会議員（セヌリ党）
- 2012年5月～2014年5月：セヌリ党代表最高委員
- 2012年11月～2014年10月：韓日議員連盟会長
- 2014年8月8日～2016年1月：教育部長官

## エピソード
名前のハングル表記を「황우려」とするのは望ましくない。2012年6月にソウル特別市長の朴元淳がTwitterで「황우려」と書いたところ、セヌリ党は「基本の礼儀も守られない」と批判した。
黄は朴槿恵政権による韓国史教科書の国定化事業の担当閣僚であったが、実はこの事案に対しては消極的であった。しかし、朴槿恵の2015年10月27日の施政演説を受け、国定教科書の推進を改めて表明した。
2014年11月26日、釜山江西区にあるフリードリヒ・アレクサンダー大学エアランゲン＝ニュルンベルク釜山キャンパスを視察した際、誤って実験室の緊急用シャワーのハンドルを引っ張って、頭上から水が降ったハプニングが発生した。